# Aparecidos
Aparecidos es una película hispano argentina dirigida por Paco Cabezas que se estrenó en el año 2007 dentro del género de terror

## Argumento
Malena y Pablo viajan a Buenos Aires para firmar el testamento de su padre y un papel en el hospital, que certifique que puede ser desconectado, porque su cerebro ya no funciona. En el coche de su padre, del cual sólo Malena tiene recuerdos, Pablo encuentra un diario que relata el asesinato de una familia. Sin decirle nada a su hermana, el muchacho para en el mismo motel en el que sucedieron los hechos, pero los gritos sobrenaturales que allí escuchan les hacen huir, aterrados. Cuando descubren unas extrañas figuras en la carretera, comienza para ellos una terrible pesadilla entre la realidad y la imaginación. 